# Donja Brštanica
Donja Brštanica (en serbe cyrillique : Доња Брштаница) est un village de Bosnie-Herzégovine. Il est situé dans la municipalité de Višegrad et dans la république serbe de Bosnie. Selon les premiers résultats du recensement bosnien de 2013, il compte 16 habitants.

## Géographie
Donja Brštanica est située au nord-ouest de Višegrad, sur la rive gauche de la Drina.

## Démographie

### Répartition de la population (1991)
En 1991, le village comptait 56 habitants, tous Musulmans (Bosniaques).